# Тиханкино
Ти́ханкино (чув. Тихӑнушкӑнь) — деревня в Красночетайском районе Чувашской Республики. Входит в состав Хозанкинского сельского поселения.

## География
Находится в северо-западной части Чувашии на расстоянии приблизительно 11 км на восток от районного центра села Красные Четаи.

## История
Известна с 1857 года как околоток села Хоршеваши, где проживало 144 жителя мужского пола. В 1897 было учтено 83 двора и 529 жителей, в 1926—166 дворов и 817 жителей, в 1939—700 жителей, в 1979—543. В 2002 году было 134 двора, в 2010 — 87 домохозяйств. В 1931 году был образован колхоз «Красный партизан», в 2010 действовало ООО «Асамат».

## Население
Постоянное население составляло 273 человека (чуваши 99 %) в 2002 году, 230 в 2010.